# 毛利秀賴
毛利秀賴（？—1593年）戰國時代－安土桃山時代武將。父毛利十郎。養父斯波義統。（一說親生父親）兄斯波義銀。初名長秀，後改現名。別稱河內守、仕從。
在斯波義統暗殺未遂事件後長秀成為信長家臣，參與1560年桶狹間之戰立功，被拔擢為赤母衣眾。1569年參與進攻伊勢大河內城。在石山合戰中表現不俗。松永久秀背叛信長後降伏時擔任多聞山城管理。之後統帥尾張及美濃軍團，隸屬於織田信忠麾下，參與進攻武田氏及岩村城、高遠城攻略。武田滅亡後，信長任命他為高遠城城主，兼有伊那郡。
天正10年（1582）天正壬午之亂時武田遺臣叛亂，秀賴逃往尾張，後任秀吉家臣，參與小牧長久手之戰、九州征伐及小田原合戰。之後回到南信濃任7萬石飯田城城主。太閤檢地後升至10萬石，同時被賜與「羽柴河內守」的仕從職位。
文祿元年（1592）參與文祿之役，留守名護屋城。隔年，文祿2年（1593）去世。